# إليهو ب. واشبورن
إليهو بنجامين واشبورن (بالإنجليزية: Elihu B. Washburne)‏ (23 سبتمبر 1816 - 23 أكتوبر 1887) هو سياسي ودبلوماسي أمريكي. وهو أحد أفراد عائلة واشبورن التي لعبت دورا بارزا في تشكيل الحزب الجمهوري، ودخل الكونجرس عن ولاية إلينوي قبل وأثناء الحرب الأهلية الأمريكية. وكان حليفا سياسيا للرئيس أبراهام لينكون والجنرال (ثم الرئيس) يوليسيس إس غرانت. وكان واشبورن وزير الخارجية الأمريكي الخامس والعشرين خلال إدارة غرانت، وذلك لفترة وجيزة من عام 1869، وكان سفير الولايات المتحدة في فرنسا من عام 1869 إلى 1877.
عندما أصبحت أسرته معدمة، غادر واشبورن منزل العائلة في مين وهو في سن الرابعة عشرة ليعيل نفسه ويزيد تعليمه. وبعد أن عمل واشبورن في الصحف في ولاية مين ودرس القانون، أدخل سجل المحاماة وانتقلت إلى غالينا، إلينوي حيث أصبح شريكا في شركة محاماة ناجحة. انتخب واشبورن إلى مجلس النواب الأمريكي في عام 1852 وعمل فيه من عام 1853 إلى 1869، وشملت هذه الفترة الحرب الأهلية والجزء الأول من عصر إعادة الإعمار. دعم واشبورن سياسة لنكون في الحرب، ثم دعم مسيرة الجنرال غرانت؛ كان الاثنان على معرفة ببعضهما لأن غرانت انتقل إلى غالينا قبل الحرب بقليل ليعمل مع والده في تجارة السلع الجلدية. دعا واشبورن لترقية غرانت في جيش الاتحاد، وحماه من النقاد في واشنطن وفي الميدان. كانت واشبورن مناصرا لغرانت في الكونغرس طوال الحرب، واستمرت صداقتهم وشراكتهم خلال فترتي رئاسة غرانت.
وبصفته زعيما للجمهوريين الراديكاليين، عارض واشبورن سياسات إعادة الإعمار للرئيس أندرو جونسون وأيد حق الاقتراع للسود والحقوق المدنية. عين واشبورن وزير الخارجية في عام 1869 من قبل الرئيس غرانت، احتراما لما قدمه في بطلته لغرانت خلال الحرب الأهلية، منح واشبرن النفوذ الدبلوماسي بعد تعيينه لسفير في فرنسا. بقي واشبورن في منصب وزير الخارجية لمدة 11 يوما فقط، لكنه بقي سفيرا في فرنسا لثمان سنوات، حيث عرف بنزاهته الدبلوماسية ودعمه الإنساني للأميركيين والألمان وغيرهم من المحايدين في فرنسا خلال الحرب الفرنسية البروسية. وتلقى على جهوده ثناء رسميا من حكومات فرنسا وألمانيا. وانتهت صداقة واشبورن وغرانت بعد المؤتمر الجمهوري المثير للجدل في انتخابات 1880، عندما كان واشبورن مرشحا للرئاسة. لم يحظ غرانت بدعم واسع، ولكنه كان المرشح الرئيسي لولاية ثالثة ولم يسبق لأحد قبله الترشح لاثنين، وخاب أمله عندما اتجه الحزب في النهاية إلى الحصان الاسود جيمس غارفيلد. تقاعد واشبورن ونشر سيرة عن السياسي المناهض للرق، إدوارد كولز، ونشر مذكرات عن مسيرته الدبلوماسية في فرنسا. توفي واشبرن بنوبة قلبية في شيكاغو في 23 أكتوبر 1887.

## روابط خارجية
- إليهو ب. واشبورن على موقع الموسوعة البريطانية (الإنجليزية)
- إليهو ب. واشبورن على موقع إن إن دي بي (الإنجليزية)